# Gutter Ballet
Gutter Ballet es el sexto álbum de estudio de la banda estadounidense de heavy metal Savatage y fue publicado originalmente en formato de disco de vinilo, disco compacto y casete en 1989 por Atlantic Records.

## Grabación
Este disco fue grabado en los estudios Record Plant en la ciudad de Nueva York, Estados Unidos en 1989.  Savatage grabó algunas canciones para este álbum, sin embargo, la mayoría fueron eliminadas del trabajo final. De estos demos, solamente se eligieron dos: «The Unholy» —que se llamó originalmente «The Gates of Hell»— y «Thorazine Shuffle».

## Recepción
Al igual que el álbum de estudio anterior, Gutter Ballet entró en los listados de popularidad en Estados Unidos, alcanzando el 124.º lugar en el Billboard 200 en 1990.

## Crítica
El editor de Allmusic Geoff Orens describió a Gutter Ballet como «una transición entre los primeros álbumes de Savatage y la dirección musical progresiva que tomaría la banda».  Orens aplaudió los arreglos de los temas y detallándolos como «más complejos», gracias a la producción de Paul O'Neill. También alabó las canciones de este material discográfico, mencionando que «Gutter Ballet» y «The Crowds Are Gone» están a años luz en cuanto a calidad de los primeros discos de Savatage. Orens le otorgó una calificación de 4 estrellas de cinco posibles.

## Reediciones
Edel Music, SPV GmbH y EarMusic republicaron este disco en 1997, 2002 y 2011 respectivamente.  Todas estas reediciones se diferencian entre sí: las tres numeran diferentes canciones extras.

## Lista de canciones

### Versión original de 1989
Todos los temas fueron compuestos por Jon Oliva, Criss Oliva y Paul O'Neill, excepto donde se indique lo contrario.

| Lado A |                            |                           |          |  |
| N.º    | Título                     | Escritor(es)              | Duración |  |
| 1.     | «Of Rage and War»          |                           | 4:46     |  |
| 2.     | «Gutter Ballet»            |                           | 6:21     |  |
| 3.     | «Temptation Revelation»    |                           | 3:07     |  |
| 4.     | «When the Crowds are Gone» |                           | 5:47     |  |
| 5.     | «Silk and Steel»           | Criss Oliva / Paul Silver | 2:56     |  |

| Lado B |                                                                                       |          |  |
| N.º    | Título                                                                                | Duración |  |
| 6.     | «She's in Love»                                                                       | 3:51     |  |
| 7.     | «Hounds»                                                                              | 6:11     |  |
| 8.     | «The Unholy»                                                                          | 4:38     |  |
| 9.     | «Mentally Yours»                                                                      | 5:15     |  |
| 10.    | «Summer's Rain»                                                                       | 4:31     |  |
| 11.    | «Thorazine Shuffle» (canción incluida en los lanzamientos de disco compacto y casete) | 4:42     |  |
| 52:05  |                                                                                       |          |  |

| Lanzamiento de 1997 |                                       |          |  |
| N.º                 | Título                                | Duración |  |
| 12.                 | «All That I Bleed» (versión de piano) | 4:35     |  |
| 56:40               |                                       |          |  |

| Lanzamiento de 2002 |                                                                              |          |  |
| N.º                 | Título                                                                       | Duración |  |
| 12.                 | «Hounds» (versión en directo del álbum Ghost in the Ruins)                   | 7:20     |  |
| 13.                 | «When the Crowds are Gone» (versión en directo del álbum Ghost in the Ruins) | 7:07     |  |
| 66:32               |                                                                              |          |  |

| Lanzamiento de 2011 |                                        |          |  |
| N.º                 | Título                                 | Duración |  |
| 12.                 | «Alone You Breathe» (versión acústica) | 4:38     |  |
| 13.                 | «Handful of Rain» (versión acústica)   | 5:31     |  |
| 66:32               |                                        |          |  |

## Créditos

### Savatage
- Jon Oliva — voz y piano
- Criss Oliva — guitarras acústica y eléctrica
- Chris Caffery — guitarra y teclados
- Johnny Lee Middleton — bajo
- Steve Wacholz — batería

### Formación adicional
- Robert Kinkel — teclados
- Dan Campbell — gritos y risas de fondo
- John Dittman — gritos y risas de fondo
- Stephen Daggett — gritos y risas de fondo
- Jerry Van Deilen — gritos y risas de fondo

### Personal de producción
- Paul O'Neill — productor y arreglos musicales
- James A. Ball — ingeniero de sonido
- Joe Henehan — ingeniero de sonido
- Jay DeVito — ingeniero asistente
- David Parla — ingeniero asistente
- Teddy Trewalla — ingeniero asistente
- Derrik Venarchick — ingeniero asistente
- Dan Campbell — técnico de estudio
- Jack Skinner — masterización
- Gary Smith — trabajo de arte de portada
- Dennis Osborne — fotógrafo

## Listas
| Año  | País           | Lista         | Posición máxima |
| ---- | -------------- | ------------- | --------------- |
| 1990 | Estados Unidos | Billboard 200 | 124.º           |